# Forêt d'Othe
La forêt d'Othe est une vaste forêt française située entre la Champagne au nord, et la Bourgogne au sud, limitée respectivement par les vallées de la Seine et de l'Yonne.

## Description générale
La forêt d'Othe, vallonnée et verdoyante, est constituée essentiellement de feuillus durs, à une altitude moyenne de 236 m. Elle  couvre environ la moitié de la surface du Pays d'Othe, le reste étant constitué de cultures, de vergers, de sources, de ruisseaux et parsemé d'une vingtaine de petites communes.
Une activité de tourisme s'est centrée progressivement sur les randonnées pédestres, équestres et VTT. Vers Maraye-en-Othe, le circuit des voirloups offre à travers champs et forêts de magnifiques randonnées.

### Les 21 communes
- Arces-Dilo,
- Aix-en-Othe (intégrée à Aix-Villemaur-Pâlis depuis 2016),
- Armeau,
- Bellechaume,
- Bercenay en Othe,
- Bœurs-en-Othe,
- Brion
- Bussy-en-Othe,
- Chailley,
- Champlost,
- Chennegy
- Coulours,
- Dixmont,
- Esnon,
- Estissac
- Fournaudin,
- Joigny,
- Les Bordes
- Looze,
- Paroy-en-Othe,
- Saint-Aubin-sur-Yonne,
- Sormery,
- Turny,
- Vaudeurs,
- Venizy,
- Villechétive,
- Villecien,
- Villemoiron
- Villeneuve-sur-Yonne,
- Villevallier.

## Toponymie
L'élément ot / ut d'origine sans doute préceltique se retrouve dans l'ancienne paroisse d'O (Orne, Oth 1100) et dans le nom du pays d'Ouche, Jadis Utica, mot issu de ot / ut dérivé avec le suffixe celtique (gaulois) -*ikaet qui était couvert de forêts dans l'Antiquité, ainsi que dans la commune d'Othe (Meurthe-et-Moselle, Othe 1277, Otha XVe siècle) qui, elle, tirerait son nom de la rivière l'Othain (Otha 1183).
Certaines sources antérieures au milieu du XXe siècle, attribuent une origine Ligure à l'élément toponymique ot-. De telles attributions s'appuient généralement sur la difficulté de rattacher un nom à d'autres langues mieux connues et beaucoup sont désormais remises en question par les progrès de la linguistique gauloise. De plus en plus de nom peuvent en effet être rattachés à la langue gauloise ou à un substrat préceltique, comme c'est le cas pour le toponyme Othe.

## Histoire
L'extraction et le travail du fer sont largement pratiqués dans la forêt d'Othe pendant l'Antiquité romaine et le bas Moyen-Âge,.
Les opérations concernant le fer furent précocement organisées sous la tutelle du métier des ferrons « de grosse forge ». Leur développement, promu dès le milieu du XIIe siècle par le comte de Champagne Henri le Libéral, se fit sous l'impulsion de seigneurs entrepreneurs et de l'abbaye de Clairvaux qui concentre les industries. Même si l'aristocratie joue bien un rôle structurant dans le développement des forges, il est toutefois important de signaler que les ateliers de nobles et de religieux sont souvent très largement surreprésentés dans les sources écrites par rapport à ceux de la paysannerie. Dans le cas précis de la forêt d'Othe, les ordres religieux ne parvinrent jamais à s'implanter réellement. Leur implantation suscite même des troubles : en 1316, les habitants de Vénisy forcent la maison des moines de Pontigny à Sévy, coupent les cordent équipant les puits, dispersent le minerai entreposé et détruisent les installations de réduction du minerai.
Au milieu du XIIIe siècle, du minerai de fer est extrait dans les bois autour de Bérulle (alors dénommée Séant), où les ferrons prêtent serment devant le prévôt comtal et où se tiennent les assemblées du métier. Les ferrons y sont représentés par leurs anciens qui doivent assister une fois par an à une réunion juridictionnelle où sont réglés les différents entre eux ou avec des tiers. Des minières sont également exploitées dans les bois de Saint-Loup, au dessus du hameau de Surançon, et des forges sont en activité dans la châtellenie de Villemaur. Des fours et des moulins sont également recensés sur la Vanne et ses affluents.
Le revenu du minerai de fer de la forêt comtale est concédé à bail jusqu'en 1372, date à laquelle la comtesse Marguerite III de Flandre, ne parvenant pas à trouver un repreneur, fait construire deux « grosses forges » dont elle bénéficie directement des revenus.

## La faune

### Amphibiens
On retrouve les amphibiens dans les parties les plus humides de la forêt d'Othe. Ils sont représentés par la salamandre tachetée, le triton alpestre (inscrit dans le livre rouge de la faune menacée en France), le triton helvétique, ainsi que par les crapauds, la grenouille agile, la grenouille verte et la grenouille rousse.

### Reptiles
On trouve le lézard des souches, le lézard vert et la coronelle lisse (coronella austriaca) sur les coteaux bien exposés.

### Avifaune

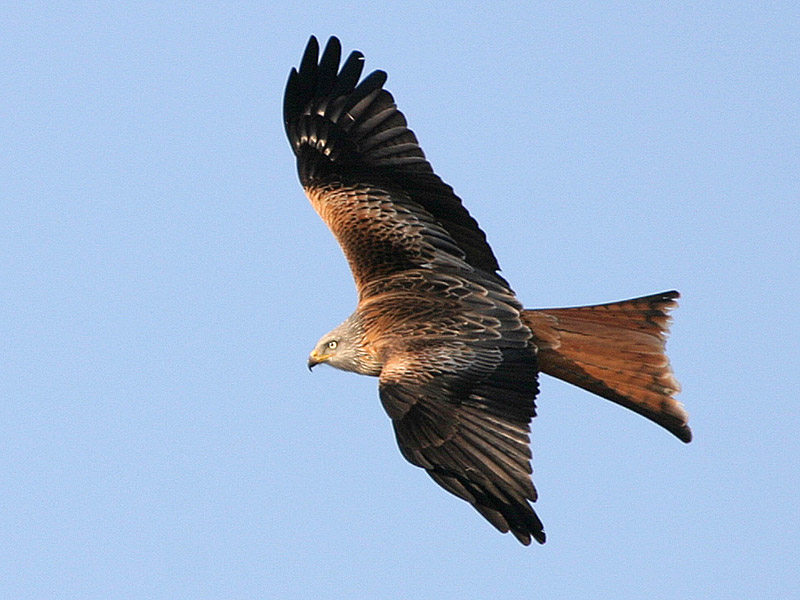
Un milan royal en plein vol

La diversité d'espèces d'oiseaux est importante. Dans la partie de la forêt d'Othe située dans le département de l'Aube par exemple, 88 espèces différentes ont été observées. Onze d'entre elles font partie de la liste rouge des oiseaux nicheurs menacés de Champagne-Ardenne : le pouillot de Bonelli, l'alouette lulu, le bruant zizi et l'engoulevent d'Europe se retrouvent dans les lieux secs et ensoleillés, le pigeon colombin, le faucon hobereau et le pic mar dans les boisements. La pie-grièche écorcheur, la pie-grièche grise, la huppe fasciée et le tarier d'Europe se rencontrent plutôt dans les milieux ouverts et bocagers de bordure. 
D'autres espèces plus communes, non menacées, fréquentent également la zone de la forêt d'Othe : dans les milieux ouverts et broussailleux de bordure de la forêt, on peut voir 
la linotte mélodieuse, le bouvreuil, l'alouette des champs, le bruant proyer, le bruant jaune, le pipit des arbres. Dans les bois on rencontre de nombreux pics (pic vert, pic noir, pic épeiche, pic épeichette), des mésanges (charbonnière, nonnette, bleue, noire, boréale, huppée), des fauvettes (fauvette des jardins, fauvette à tête noire et fauvette grisette). On trouve aussi des pouillots (pouillot fitis dans les milieux semi-ouverts, pouillot véloce et pouillot siffleur), ainsi que la bécasse des bois, la sittelle torchepot, le troglodyte mignon, le grimpereau des jardins, l'accenteur mouchet, le grosbec casse-noyaux, etc.
De nombreux rapaces survolent la forêt à la recherche de proies pour se nourrir et de lieu de nidification, comme la bondrée apivore, le milan royal, l'autour des palombes, l'épervier d'Europe, le faucon crécerelle et la buse variable.

### Mammifères

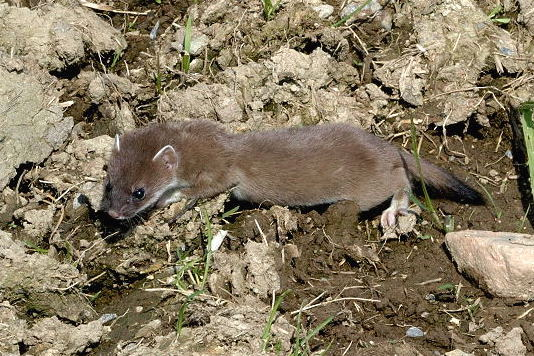
L'hermine est présente en forêt d'Othe

Dans la ZNIEFF champenoise appelée Forêt d'Othe et ses abords, on trouve deux endroits d'hibernation de chauves-souris, le premier au niveau de la source dite Fontaine du Crot du Doux sur la commune de Bouilly, et le second dans les anciennes carrières de silex des Sonneries à Javernant. Ces deux sites accueillent cinq espèces de chauves-souris : le petit rhinolophe, le grand rhinolophe, le vespertilion de Bechstein, le vespertilion à moustaches et l'oreillard commun. Ces espèces sont en forte régression tant en France qu'en Europe, et sont protégées en France depuis 1981. Elles sont inscrites à l'annexe II de la convention de Berne. Les trois premières espèces citées figurent également aux annexes II et IV de la directive Habitats et dans le livre rouge de la faune menacée en France. 
Ces deux sites constituent un des sites d'hibernation les plus importants pour le vespertilion de Bechstein dans tout le nord-est de la France. Les anciennes carrières de silex représentent le seul site connu dans le pays d'Othe pour l'hibernation, le passage et la reproduction des deux espèces de rhinolophes. 
Parmi les autres mammifères présents dans la forêt d'Othe, il faut citer le chevreuil, le  cerf et le sanglier, ainsi que certains carnivores tels le renard, le chat sauvage, la belette, la martre, l'hermine, et le putois.

### Retour du loup
En décembre 2022 une « zone de présence permanente du loup » dans le Chaourçois est annoncée par la sous-préfète d'Avallon (Yonne) Depuis un arrêté préfectoral est pris pour l'Aube classant 100 communes en zone 1 (« où des actions de prévention sont nécessaires du fait de la survenue possible de la prédation par le loup pendant l'année en cours ») et 2 communes en zone 2 (« les zones où au moins un acte de prédation sur le cheptel domestique a été constaté au cours de chacune des deux dernières années ») .

## Légendes
La forêt d'Othe autour de Maraye-en-Othe est réputée pour ses légendes sur les voirloups.

## Annexe